# Astérope (étoile)
Pour les articles homonymes, voir Astérope.

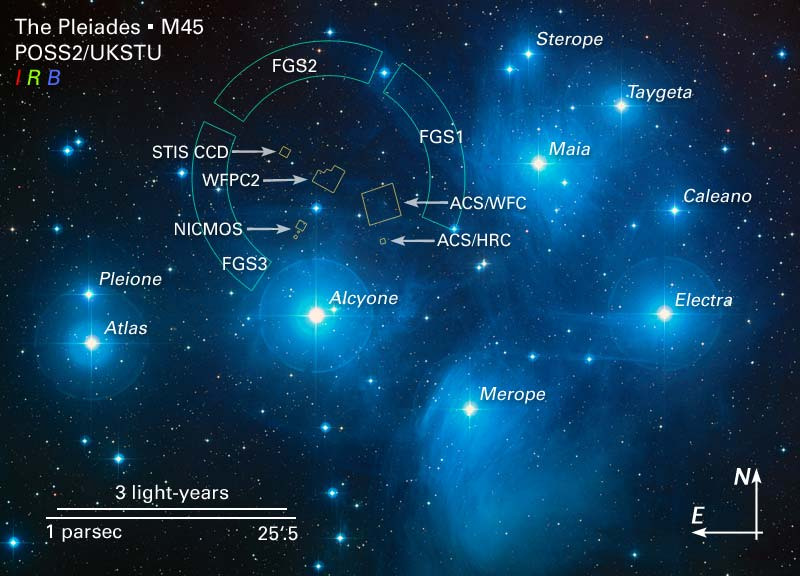
Position de la paire Astérope dans les Pléiades

Le nom Astérope ou Stérope a été donné aux deux étoiles, 21 Tauri et 22 Tauri, dans la constellation du Taureau. Elles ne sont séparées que de 0,04° dans le ciel et font partie de l'amas des Pléiades. Elles se trouvent donc à approximativement 440 années-lumière de la Terre.

## 21 Tauri
Désignations
21 Tauri est une étoile bleu-blanche de type spectral B avec une magnitude apparente de +5,76.
Le nom d'Astérope a été officialisé par l'Union astronomique internationale le 21 août 2016 pour désigner 21 Tauri.

## 22 Tauri
Désignations
22 Tauri est une étoile blanche de type spectral A avec une magnitude apparente de +6,43.